# Pengolodh
Pengolodh (tudi Pengolod, Pengoloð, Pengoloth in Pengoloþ) je izmišljen lik iz Tolkienove mitologije, serije knjig o Srednjem svetu britanskega pisatelja J. R. R. Tolkiena.
Omenjen je le v knjigi The History of Middle-earth kot vedoznalec globokih vilinov.